# Serhij Kulisz
Serhij Wołodymyrowycz Kulisz (ukr. Сергій Володимирович Куліш, ur. 17 kwietnia 1993) – ukraiński strzelec sportowy, srebrny medalista olimpijski z Rio de Janeiro i Paryża.
Specjalizuje się w strzelaniu karabinowym. Zawody w 2016 były jego drugimi igrzyskami olimpijskimi, debiutował w 2012. Po medal sięgnął w karabinie pneumatycznym na dystansie 10 metrów. W tej konkurencji zajął trzecie miejsce na igrzyskach młodzieży w 2010. Ma w dorobku inne sukcesy w rywalizacji juniorskiej (srebro i brąz na mistrzostwach świata w 2010 i srebro mistrzostw Europy w 2011) oraz miejsca na podium w zawodach Pucharu Świata.

## Igrzyska olimpijskie
| Igrzyska | Miejscowość    | Konkurencja                                 | Kwalifikacje | Kwalifikacje | Finał                  | Finał                  |
| Igrzyska | Miejscowość    | Konkurencja                                 | Wynik        | Pozycja      | Wynik                  | Pozycja                |
| -------- | -------------- | ------------------------------------------- | ------------ | ------------ | ---------------------- | ---------------------- |
| IO 2012  | Londyn         | Karabin pneumatyczny, 10 m                  | 593          | 18.          | Nie zakwalifikował się | Nie zakwalifikował się |
| IO 2012  | Londyn         | Karabin małokalibrowy, pozycja leżąca, 50 m | 583          | 49.          | Nie zakwalifikował się | Nie zakwalifikował się |
| IO 2012  | Londyn         | Karabin małokalibrowy, trzy pozycje, 50 m   | 1166         | 14.          | Nie zakwalifikował się | Nie zakwalifikował się |
| IO 2016  | Rio de Janeiro | Karabin pneumatyczny, 10 m                  | 627,0        | 4. Q         | 204,6                  | srebro                 |
| IO 2016  | Rio de Janeiro | Karabin małokalibrowy, pozycja leżąca, 50 m | 620,5        | 32.          | Nie zakwalifikował się | Nie zakwalifikował się |
| IO 2016  | Rio de Janeiro | Karabin małokalibrowy, trzy pozycje, 50 m   | 1171         | 14.          | Nie zakwalifikował się | Nie zakwalifikował się |
| IO 2020  | Tokio          | Karabin pneumatyczny, 10 m                  | 623,5        | 29.          | Nie zakwalifikował się | Nie zakwalifikował się |
| IO 2020  | Tokio          | Karabin małokalibrowy, trzy pozycje, 50 m   | 1178         | 6.           | 402,2                  | 8.                     |
| IO 2024  | Paryż          | Karabin małokalibrowy, trzy pozycje, 50 m   | 592          | 3.           | 461.3                  | srebro                 |
| IO 2024  | Paryż          | Karabin pneumatyczny, 10 m                  | 627.4        | 27.          | Nie zakwalifikował się | Nie zakwalifikował się |

## Odznaczenia
- Order „Za zasługi” II klasy (2024)[3]